# Bannapone
Bannapone es un género de hormigas perteneciente a la familia Formicidae; algunos la consideran un sinónimo más moderno de Stigmatomma. Se distribuyen por China y Vietnam. Sólo se conocen reinas y obreras.

## Especies
Se reconocen las siguientes:
- Bannapone mulanae Xu, 2000
- Bannapone cryptica Eguchi, Bui, Yamane & Terayama, 2015
- Bannapone scrobiceps Guénard, Blanchard, Liu, Yang & Economo, 2013